# Atractaspis
Atractaspis – rodzaj jadowitych węży z podrodziny Atractaspidinae w rodzinie gleboryjcowatych (Atractaspididae).

## Zasięg występowania
Rodzaj obejmuje gatunki występujące Afryce – w Mauretanii, Mali, Senegalu, Gwinei Bissau, Gwinei, Gambii, Sierra Leone, Liberii, Wybrzeżu Kości Słoniowej, Burkinie Faso, Ghanie, Togo, Beninie, Nigrze, Nigerii, Czadie, Kamerunie, Gwinei Równikowej, Republice Środkowoafrykańskiej, Gabonie, Kongu, Demokratycznej Republice Konga, Ugandzie, Rwandzie, Burundi, Sudanie, Sudanie Południowym, Egipcie (Synaj), Erytrei, Etiopii, Somalii, Kenii, Tanzanii (włącznie z Zanzibarem), Malawi, Zambii, Angoli, Namibii, Botswanie, Zimbabwe, Mozambiku, Eswatini i Południowej Afryce oraz w Azji Południowo-Zachodniej – w Libanie, Izraelu, Jordanii, Arabii Saudyjskiej, Omanie i Jemenie.

## Systematyka

### Etymologia
- Atractaspis: gr. ατρακτος atraktos „wrzeciono, strzała”[9]; ασπις aspis, ασπιδος aspidos „żmija”[10].
- Brachycranion: gr. βραχυς brakhus „krótki”[11]; κρανιον kranion „czaszka”, od καρα kara, καρατος karatos „głowa”[12]. Gatunek typowy: Brachycranion corpulentum Hallowell, 1854.
- Eurystephus: gr. ευρυς eurus „szeroki”[13]; στεφος stephos „wieniec”[14]. Gatunek typowy: Elaps irregularis Reinhardt, 1843.
- Melanelaps: gr. μελας melas, μελανος melanos „czarny”[15]; ελοψ elops, ελοπος elopos „niemy”, tu w znaczeniu „jakiś rodzaj węża”[16]. Gatunek typowy: Melanelaps mcphersoni Wall, 1906 (= Atractaspis andersonii Boulenger, 1905).
- Hoseraspea: Shireen Hose, żona Raymonda Hosera, kontrowersyjnego australijskiego herpetologa; ang. asp „żmija”[6]. Gatunek typowy: Atractaspis microlepidota Günther, 1866.

### Podział systematyczny
Do rodzaju należą następujące gatunki:

- Atractaspis andersonii Boulenger, 1905
- Atractaspis aterrima Günther, 1863 – gleboryjec leśny[17]
- Atractaspis battersbyi de Witte, 1959
- Atractaspis bibronii Smith, 1849 – gleboryjec pospolity[17]
- Atractaspis boulengeri Mocquard, 1897
- Atractaspis branchi Rödel, Kucharzewski, Mahlow, Chirio, Pauwels, Carlino, Sambolah & Glos, 2019
- Atractaspis congica Peters, 1877
- Atractaspis corpulenta (Hallowell, 1854)
- Atractaspis dahomeyensis Bocage, 1887
- Atractaspis duerdeni Gough, 1907 – gleboryjec dziobogłowy[18]
- Atractaspis engaddensis Haas, 1950 – gleboryjec synajski[18]
- Atractaspis engdahli Lönnberg & Andersson, 1913
- Atractaspis fallax Peters, 1867
- Atractaspis irregularis (Reinhardt, 1843)
- Atractaspis leucomelas Boulenger, 1895
- Atractaspis magrettii Scortecci, 1929
- Atractaspis microlepidota Günther, 1866 – gleboryjec natalski[18]
- Atractaspis micropholis Günther, 1872
- Atractaspis phillipsi Barbour, 1913
- Atractaspis reticulata Sjöstedt, 1896
- Atractaspis scorteccii Parker, 1949
- Atractaspis watsoni Boulenger, 1908